# مقام موسيقي
المقام هو تركيب شكلي يميز فن موسيقى البلدان في الوطن العربي وجواره حتى آسيا الوسطى. في هذه المنطقة يمكن تمييز خمس ثقافات موسيقية رئيسية تعود إلى عائلة المقام هي: الفارسي والكردي والعربي والأندلسي والتركي.
تحتوي الموسيقى الشرقية بفروعها من عربية وتركية وكردية وفارسية و سريانية آشورية على ما يقرب من 360 مقامًا موسيقيًا وتدعى المقامات الموسيقية الشرقية، ويرى البعض أنها مئتان، تقريباً. والمقام هو السلم الموسيقي والمؤلف من الدرجات الموسيقية دو، رى، مي، فا، صول، لا، سي، دو. وللسلم الموسيقي نوعان؛ شرقي معدل ويسمى راست وغربي أو عالمي ويسمى دو ماجور. ولكل مقام موسيقي شرقي أصوله من موسيقات شعوب الشرق، ومنها ما هو خاص بالموسيقى الشرقية، والمقام يتكون من جنسين، يسمى الأول جنس الأصل، والثاني: جنس الفرع والأجناس هي تسعة أجناس أساسية، تكون طابع كل مقام وفقا لجنس الأصل، وجنس الفرع، وكذلك درجة الأصل (الركوز)، مكونا تتابعا من ثماني نغمات، تحصر بينها سبع مسافات موسيقية، جاعلا لكل مقام طابعه المميز. وتمتاز المسافات الموسيقية الشرقية بأنها قد تكون مسافة كاملة، أو ربع مسافة، أو نصف مسافة، أو ثلاثة أرباع مسافة، وهو ما يميز الموسيقى الشرقية عن الغربية حيث أن الموسيقى الشرقية تتسم بالثراء اللحني.

## المقامات

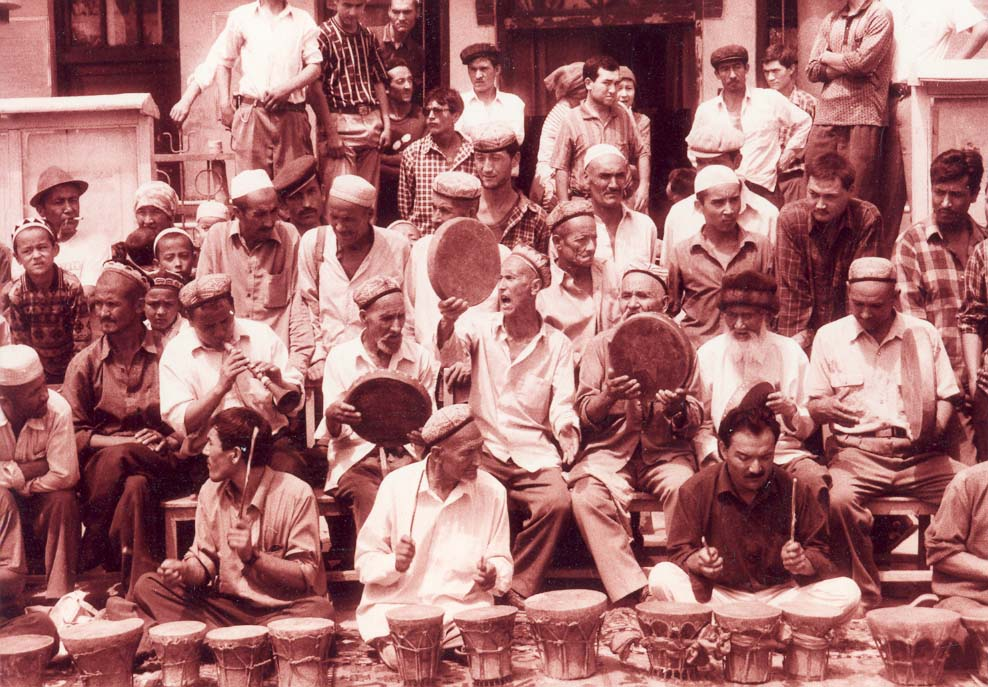
مقامات الأويغور

المقام هو عبارة عن تتالٍ لعلامات موسيقية وفق أبعاد معينة وقواعد موضوعة لتصنيف اللحن الموسيقي، الأمر الذي يسهل تعامل العازف مع الآلة وبالتالي مع المقياس الموسيقي.هنالك العديد من المقامات لكن يمكن تصنيفها إلى تسعة مقامات أساسية يتم اشتقاق عدد كبير من المقامات الفرعية منها.
المقامات الأساسية هي:
- مقامات ترتكز على درجة الراست (دو) C:

1. مقام راست
2. مقام نهاوند
3. مقام نوا أثر
4. مقام كرد

- مقامات ترتكز على درجة الدوكاه (ري) D:

1. مقام بياتي
2. مقام حجاز
3. مقام صبا

- مقامات ترتكز على درجة السيكاه (مي) E:

1. مقام سيكاه
2. مقام الهزام

- مقامات ترتكز على درجة العجم عشيران (سي بيمول:

1. مقام عجم

و لكل مقام من هذه المقامات الأصلية غماز
و الغماز هو النغمة الشائعة الاستخدام في المسار اللحني، وتعتبر نقطة التحويل والانطلاق للأجناس الأخرى، وغالبا ما تكون هي النغمة التي يبدأ منها جنس الفرع، ونغمة الغماز تلي نغمة الأساس في الأهمية، وذلك في المسار اللحني. ولزيادة تفصيل المقامات والسلم الموسيقي، إليكم هذه المقدمة:
تتألف الجملة الموسيقية من مجموعة متتابعة من العلامات الموسيقية التي تفصل بينها فواصل زمنية تعرف بالسكتات. ويمكن تصنيف الجمل الموسيقية إلى مقامات، حيث يكون معيار التصنيف هو المسافات الصوتية (البُعد) بين مكونات الجملة الموسيقية.
ومعلوم أن العلامات الموسيقية هي: (DO-RE-MI-FA-SOL-LA-SI):
وتكون المسافة الصوتية (البعد) بين كل علامتين متجاورتين مساوية لقيمة واحد (1) باستثناء علامتي (…(MI-FA)….(SI-DO ضمن الأوكتاف (OCTAV) الواحد.
والاوكتاف هو تتالي ثماني علامات موسيقية متتابعة على السّلم الموسيقي، والذي يحدد قيمة العلامة الموسيقية فيزيائياً هو قيمة التردد (FREQUENCY).
major scale
- ري - مي بعد
- مي - فا نصف بعد
- فا - صل بعد
- صل - لا بعد
- لا - سي بعد
- سي - دو نصف بعد

أو يمكن التعبير عن الشكل السابق كما يلي: ← بعد - بعد - نصف بعد - بعد - بعد - بعد - نصف بعد
وهناك أيضا: ثلاثة أرباع البعد، والبعد، والنصف بعد.

### علامات التحويل
- علامات الخفض:

أ- علامة بيمول: ورمزها (♭)، وهي تخفض العلامة المحولة نصف بعد.
ب- علامة النصف بيمول: ورمزها () أو ()، وهي تخفض العلامة المحولة ربع بعد.
- علامات الرفع:

أ- علامة الدييز: ورمزها (♯)، وهي ترفع العلامة المحولة نصف بعد.
ب- علامة النصف دييز: ورمزها ()، وهي ترفع العلامة المحولة ربع بعد.
- علامة البيكار:

ورمزها (♮)، وهي كعلامة تحويل تقوم بإلغاء كل علامات التحويل السابقة، بحيث يتم الحصول على الحدة الطبيعية للدرجة الموسيقية دون رفع أو خفض.

### العلامات الزمنية
- المستديرة: 4 أزمنة يعني دائرة.
- البيضاء: 2 زمن b.
- السوداء: 1 زمن b بس معمية.
- السوداء ذات السن: نصف زمن... b وعليه سن من فوق.
- السوداء ذات السنين: ربع زمن b وعليه سنان من فوق.
- السوداء ذات ثلاث أسنان: تمن بعد كمان ثلاث سنان من فوق.
- السوداء ذات أربع أسنان: 1/16 بعد، أربع أسنان من فوق.

بعض الأمثلة على المقامات:

### مقام الكُرد
RE 2/4 bMI 4/4 FA 4/4 SOL

### مقام نهاوند
Do Re Mib Fa sol La.b Si Do 
وفي الهبوط تتحول علامة Si طبيعية إلى Si.b

### مقام عجم
تحويلات عجم:
- عجم فا: سي b سي بيمول فقط
- عجم لا: دو دييز + فا دييز + صل دييز
- عجم سي: سي b + مي b
- عجم ري: تحويلاته فا دييز + دو دييز
- عجم مي: مي بيمول + لا بيمول + سي بيمول.

رابعاً: مقام حجاز: 
RE ½ b MI 6/4 #FA ½ SOL

### مقام الراست
ويعني «المستقيم» بالفارسية والكردية. سمي بالراست لأنه يصعد على السلم الموسيقي ويهبط بشكل أبعاد متساوية.
التحويلات: مي نص بيمول + سي نص بيمول وعند العودة من الجواب تعزف سي بيمول.
أما الأبعاد: بعد - ثلاثة أرباع البعد - ثلاثة أرباع البعد - بعد - بعد - ثلاثة أرباع البعد - ثلاثة أرباع البعد.

### البياتي ري
التحويلات: مي نص بيمول + سي بيمول 
الابعاد: ثلاثة أرباع البعد - ثلاثة أرباع البعد - بعد - بعد - نصف بعد - بعد - بعد.

## المدرج الموسيقي
المدرج الموسيقي هو عبارة عن خمسة أسطر تحصر بينها أربع فراغات بحيث تتوزع الرموز التي تدعى (النغمات) على الأسطر والفراغات بترتيب ثابت ومتعارف عليه عالمياً.
وهنالك رموز تساعد في اكتمال المدرج الموسيقي تسمى علامات تحويل، منها علامة الخفض وهي (بيمول"b": تخفض العلامة نصف بعد، ودييز"#": ترفع العلامة نصف بعد).

## اقرأ أيضا
- مقام نهاوند
- مقام الرست
- موسيقى كردية
- حجاز كار
- تاريخ الموسيقى
- مقام اللامي

## المقام في التراث الديني
يُستخدم المقام الموسيقي العربي على نطاق واسع في الإنشاد الديني، خصوصًا في تلاوة القرآن، الأذان، والمواويل الصوفية، وكذلك في المجالس الحسينية الشيعية.  
ويُعد مقام "البيات" من أكثر المقامات ارتباطًا بالأجواء الروحانية، ويليه "الراست" و"الصبا".  
وقد أشار العديد من الباحثين إلى أثر المقامات في التأثير النفسي والديني على المستمع، ما جعلها أداة مركزية في نقل المشاعر والتعبير عن الإيمان.